# Jedesbachermühle
Jedesbachermühle ist ein Ortsteil der Gemeinde Thanstein im Oberpfälzer Landkreis Schwandorf in Bayern.

## Geographische Lage
Jedesbachermühle liegt im Schwarzachtal ungefähr vier Kilometer südwestlich von Thanstein am Ende einer schmalen Rodungsfläche, die sich im Bogen zunächst nach Westen, dann nach Süden bis zum Schwarzachtal hinzieht.
Im Norden, Osten und Süden von Jedesbachermühle befindet sich ein ausgedehntes Waldgebiet mit dem Rösselberg (576 m), dem Plattenschlag (615 m), dem Unteren und dem Oberen Eibenstein (566 m), dem Stockinger Berg (582 m) und dem Roten Berg (633 m).
Im Westen von Jedesbachermühle befindet sich ebenfalls ein großes Waldgebiet mit dem 586 Meter hohen Bockskirn.

## Geschichte
In Jedesbach wird im 14. und 15. Jahrhundert ein Eisenhammer erwähnt, der vom Wasser der Schwarzach betrieben wurde. 
Jedesbachermühle wurde 1631 als zu Jedesbach gehörige Mühle erstmals schriftlich erwähnt, dann 1661 als öd und abgebrannt verzeichnet. Im 19. Jahrhundert wurde aus der Mühle eine Glasschleife und Polierwerk. Die Gebäude sind heute unter der Aktennummer D-3-76-147-130 als denkmalgeschütztes Baudenkmal von Jedesbachermühle verzeichnet.
Zum Stichtag 23. März 1913 (Osterfest) wurde Jedesbachermühle als Teil der Pfarrei Thanstein mit zwei Häusern und 41 Einwohnern aufgeführt.
1964 war Dautersdorf eine eigenständige Gemeinde mit den Orten Dautersdorf, Holzhaus, Jedesbach, Jedesbachermühle, Schleife und Vormurnthal.
1972 wurde Jedesbachermühle als Ortsteil der aufgelösten Gemeinde Dautersdorf in die Gemeinde Thanstein eingegliedert.
Am 31. Dezember 1990 hatte Jedesbachermühle 9 Einwohner und gehörte zur Pfarrei Thanstein.